# Bulbophyllum danii
Bulbophyllum danii là một loài phong lan thuộc chi Bulbophyllum.